# Aelurillus blandus
Aelurillus blandus là một loài nhện trong họ Salticidae.
Loài này thuộc chi Aelurillus. Aelurillus blandus được Eugène Simon miêu tả năm 1871.